# Zinzipegasa argentinensis
Zinzipegasa argentinensis är en svampart som först beskrevs av Speg., och fick sitt nu gällande namn av Nag Raj 1993. Zinzipegasa argentinensis ingår i släktet Zinzipegasa, divisionen sporsäcksvampar och riket svampar.   Inga underarter finns listade i Catalogue of Life.